# Lovro Mihić
Lovro Mihić (Zagreb, 25 de agosto de 1994) es un jugador de balonmano croata que juega de extremo izquierdo en el Orlen Wisła Płock polaco. Es internacional con la selección de balonmano de Croacia.
Su primer gran campeonato con la selección fue el Campeonato Europeo de Balonmano Masculino de 2018.

## Palmarés

### RK Zagreb
- Liga de Croacia de balonmano (4): 2013, 2014, 2015, 2016
- Copa de Croacia de balonmano (4): 2013, 2014, 2015, 2016

### Wisla Plock
- Copa de Polonia de balonmano (2): 2022, 2023, 2024
- Liga de Polonia de balonmano (1): 2024

## Clubes
- RK Zagreb (2012-2016)
- Orlen Wisła Płock (2016- )